# 想象 (盖尔·加朵视频)

上传至Instagram的视频截图

2020年3月18日，以色列女演员盖尔·加朵在Instagram上发布了一段视频，视频中她和二十多位名人朋友一起演唱约翰·列侬的歌曲《想象》，旨在提振人们应对2019冠状病毒疫情的士气。

## 参与人员
（按出场顺序排列）
- 盖尔·加朵
- 克莉絲汀·薇格
- 傑米·道南
- 迷走小子（英语：Labrinth）
- 詹姆斯·馬斯登
- 莎拉·席爾蔓
- 埃迪·本杰明（英语：Eddie Benjamin）
- 吉米·法伦
- 娜塔莉·波特曼
- 佐伊·克拉维茨
- 希雅
- 琳達·卡特
- 艾美·亞當斯
- 小萊斯利·奧多姆
- 佩德羅·帕斯卡
- 克里斯·奥多德
- 唐·歐波特（英语：Dawn O'Porter）
- 威爾·法洛
- 马克·鲁法洛
- 诺拉·琼斯
- 艾希莉·班森
- 凱婭·格伯
- 卡拉·迪瓦伊
- 安妮·玛莫罗（英语：Annie Mumolo）
- 玛雅·鲁道夫

## 评价
这段视频几乎遭到了普遍的批评，评论家们认为它是应对新冠疫情的一种无效、脱离实际、令人尴尬的“做作”行为；《纽约时报》的乔恩·卡拉曼尼卡称其为“一种空洞且极为尴尬的姿态”。加朵随后承认，这段视频没有获得预期的积极反响，但其在解释自己创作该视频背后的想法时却毫无歉意。她承认这段视频最终显得“品味很差”，但坚持认为它是出于“纯粹的意图”而制作的。
美国歌手兼词曲创作人约翰·梅尔也在其在Instagram的脱口秀节目《Current Mood》中恶搞了这段视频。梅尔将自己演唱的爱莉安娜·格兰德版本的《Imagine》插入到了加朵的原版视频中。